# 島袋光年
島袋 光年（しまぶくろ みつとし、1975年5月19日 - ）は、日本の漫画家。沖縄県那覇市出身。血液型はO型。愛称は「しまぶー」。

## 来歴

### 『世紀末リーダー伝たけし!』連載
『週刊少年ジャンプ』で連載された漫画作品『世紀末リーダー伝たけし!』（以下、『たけし』）が大人気となり、2001年に第46回小学館漫画賞児童部門を受賞した。『たけし』連載当時は、高額納税者番付の神奈川県部門に掲載されていた。

### 児童買春事件での逮捕
2002年8月7日、島袋が出会い系サイトで知り合った16歳の女子高校生に8万円を渡して援助交際（買春行為）をしたとして、神奈川県警に児童買春禁止法違反で逮捕されたことが分かった。結果、『たけし』の連載は未完のまま打ち切られ、逮捕の翌月、発売予定であった単行本最新刊は発売が中止されたことが同年の『週刊少年ジャンプ』39号の編集部の謝罪文により発表され、既刊も絶版となった。
同年8月28日に起訴。翌日8月29日、別の2人の女子高校生16歳に対する買春により児童買春禁止法違反で再逮捕された。同年10月29日、横浜地方裁判所により懲役2年・執行猶予4年の判決を受けた。

### 逮捕後の再活動
その後、2004年に『スーパージャンプ』にて『RING』を連載することで復帰し、絶版となっていた『たけし』のコミックスもワイド版として復活した。そして2005年6月発売の『スーパージャンプ』にて『世紀末リーダー伝たけし! 完結編』の連載が開始され、同年11月に完結した。
2007年『赤マルジャンプ』や『週刊少年ジャンプ』での読み切り掲載を経て、『週刊少年ジャンプ』2008年25号から2016年51号まで『トリコ』を8年半にわたって連載した。『トリコ』は2011年にフジテレビ系にてテレビアニメ化された。
2020年に『BUILD KING』を4年ぶりに週刊少年ジャンプに連載したが、わずか5ヶ月で打ち切り終了した。その物語の続きはコミック最終の第3巻への描き下ろしという異例の掲載となった。巻末のコメントにて島袋は、「力不足で撃沈しました」と打ち切りの心境について語っている。

## 年表
- 1995年 - 『発進!!友達いないいない部』が第43回赤塚賞佳作を受賞。
- 1996年　- 『週刊少年ジャンプ』増刊Spring Specialに『凄絶!!タコス駅西口』掲載。『週刊少年ジャンプ』47号にて『出陣!!ナルト高校剣道部』掲載。
- 1997年 - 『世紀末リーダー伝たけし!』連載開始。
- 1998年 - ジャンプスーパーアニメツアー'98において『世紀末リーダー伝たけし!』が『HUNTER×HUNTER』『ONE PIECE』と共にアニメ化される。
- 2000年 - 小学館漫画賞児童向け部門受賞。
- 2001年 - 『週刊少年ジャンプ』1月7日増刊GAG Special 2001にて『ギリギリセバスチャン!!』掲載。
- 2002年 - 『週刊少年ジャンプ』新年6・7合併号に『トリコ』を掲載。神奈川県警に逮捕される[7]。『世紀末リーダー伝たけし!』連載打ち切り。
- 2004年 - 『RING』連載開始。
- 2005年 - 『世紀末リーダー伝たけし!完結編』連載。
- 2006年 - 『スーパージャンプ』2006年6月25日増刊 オースーパージャンプにて『INTERVIEW』掲載。同誌11月25日増刊にて『(株)マッスルカンパニー!』掲載。
- 2007年 - 『赤マルジャンプ』SPRING号にて『エリヤ』掲載。増刊号ながら久々の少年誌復帰となった。
- 2007年 - 『週刊少年ジャンプ』52号にて『トリコ』掲載。
- 2008年 - 『スーパージャンプ』2008年20号にて『YU・U・SYA』掲載。『週刊少年ジャンプ』25号より『トリコ』を連載開始。
- 2011年 - フジテレビ系にて『トリコ』がテレビアニメ化。
- 2015年 - 『週刊少年ジャンプ』28号にて『笑いの神々〜最終回〜』掲載。
- 2016年 - 『週刊少年ジャンプ』51号にて『トリコ』の連載を完結。
- 2017年 - 『最強ジャンプ』5月号にて『笑いの王子ぺんぺんぺん』掲載。
- 2018年 - 『週刊少年ジャンプ』21・22合併号にて『BUILD KING』、46号にて『持ち込みのすすめ』を掲載。
- 2020年 - 『週刊少年ジャンプ』50号より『BUILD KING』を連載開始。
- 2021年 - 『週刊少年ジャンプ』にて『BUILD KING』の連載を完結。
- 2022年 - 『週刊少年ジャンプ』18号にて『魔界刑事マリボー』、『最強ジャンプ』5月号にて『グーグー!グッドマン!!』掲載。
- 2023年 - 『週刊少年ジャンプ』6・7合併号にて『ラックラック』掲載。8月14日、『少年ジャンプ+』にて『ヤバイ』掲載[8]。
- 2025年 - 『週刊少年ジャンプ』36・37合併号にて『バカバトル』掲載[9]。

## 人物
- 松本人志の大のファンでもあり、原稿執筆の際もBGMとして松本の関連ビデオを観ている[10]。
- 好きな食べ物はざるそばで、毎日出されても食べられると語っている。
- 幼い頃から漫画を描いていて、ノートに描いては無理矢理学校の友達に見せていた。
- 『たけし』本編では、「しまぶー」として自らキャラクターとして登場している。キャラクターの容姿は、島袋が小学生時代に描いていた「とーしーマン」というキャラクターである（コミックス旧版「しまぶーの語り」にて発言）[要出典]。
- 村田雄介の作兼主人公の漫画家漫画『ヘタッピマンガ研究所R』にゲストとして登場、キャラクターメイクについて解説した。取材のために高級肉を何皿も食べ比べるなど豪放な人物として島袋が描かれている。
- 同じ沖縄出身で、お笑いコンビのスリムクラブの真栄田賢とは中学校時代の同級生にあたる。当時、真栄田が描いたオリジナルの漫画を読んで、「一般誌には無理だね」と評した[11]。

## 作品リスト
- 世紀末リーダー伝たけし! - 『週刊少年ジャンプ』（1997年 - 2002年） → 『スーパージャンプ』（2005年14号 - 2005年23号）
  - 世紀末リーダー外伝たけし!（短編集、全1巻）
- RING - 『スーパージャンプ』（2004年 - 2005年）
- トリコ - 『週刊少年ジャンプ』（2008年 - 2016年、全43巻）
  - トリコ外伝（短編集、全1巻）…トリコ（2007年版）、INTERVIEW、ギリギリセバスチャン、エリヤ、(株)マッスルカンパニー!、YU・U・SYAを収録。
- BUILD KING - 『週刊少年ジャンプ』（2020年 - 2021年、全3巻）

## 関連人物
- 尾田栄一郎 - 同時期にデビュー。連載が決まった時お互いに電話で喜び合った仲。島袋が逮捕され、本人及び作品の評価が下がっていた時に世間への皮肉とも取れるコメントを出した[12]。『週刊少年ジャンプ』2011年17号に、『トリコ』と尾田の作品『ONE PIECE』とのコラボ作品『実食! 悪魔の実!!』が掲載された。
- 板垣恵介 - 集英社に対して暗に『たけし』絶版を批判[13]。後に島袋と酒を飲むなど親交を深めた[14]。
- 木多康昭 - 木多のトークライブに島袋がゲスト出演するなど親交がある。『喧嘩商売』の登場人物・女子高生ハンター島田武のモデルは島袋であり、島袋を元にしたネタも作品内に登場している。なお、島袋の許可は得ている[15]。
- 真栄田賢（スリムクラブ） - 中学時代の同級生[16]。
- 佐々木健 - アシスタント[17]
- 澤井啓夫 - 島袋と仲が良い漫画家で、『たけし』本編にも登場したことがある。澤井も尊敬する人物として島袋の名前を挙げており、『たけし』に出会わなければ絶対に漫画家になっていなかったと語っている[18]。